# بوکسبرگ (زاکسن)
بوکسبرگ (به آلمانی: Boxberg/O.L.) یک شهر در آلمان است که در گورلیتس واقع شده‌است. بوکسبرگ ۵٬۴۰۳ نفر جمعیت دارد.